# 成都地铁10号线
成都地铁10号线是位于四川省成都市，隶属于成都地铁的一条连接双流机场的地铁线路，线路代表色为宝蓝色，运营里程长约37公里，共有16座车站。一期工程于2017年9月6日开通运营，二期工程于2019年12月27日开通运营，三期工程正在建设中，预计2025年开通运营。

## 线路概要
10号线一期工程全长约10.9km，共设车站6座，于2017年9月6日开通运营，是连接中心城区和成都双流国际机场的快线。本线是成都地铁首次采用6辆编组A型车及設立线上检修库的线路。
10号线二期工程向南延伸至花源、花桥片区及新津主城区，全长27.035km，于2019年12月27日开通运营。
10号线三期线路呈东北─西南走向，北起人民公园站，南止于一期工程起点的太平园站（不含），途经文翁路、武侯祠大街、高升桥路、佳灵路。三期工程右线全长约5.71km，左线全长约5.93km，均为地下线路，下穿锦江。全线共设车站5座，其中换乘站4座，建设总工期45个月。10号线三期工程被纳入成都地铁第四轮规划。10号线三期调整段将从人民公园站延伸0.77km至骡马市站。

## 大事记
- 2011年
  - 1月，成都地铁官方网站公布《成都市城市快速轨道交通建设规划（2012～2020）环境影响报告书》，首次介绍10号线：“10号线是连接中心城和双流机场的快线，远期延伸至花源、花桥片区及新津主城区。10号线一期工程全长10.2km，共设车站5座，起于与3号线与7号线的三线换乘站红牌楼站，向南连接双流机场。”[5]
- 2014年
  - 5月12日，四川省发改委下达《关于成都市地铁10号线工程可行性研究报告的批复》，正式批准建设10号线一期工程[6]；
  - 6月4日，10号线一期工程正式启动建设[7]。
- 2015年
  - 4月30日，10号线一期工程首台盾构机「金龙8号」下井作业[8]。
- 2016年
  - 6月3日，10号线一期工程开始装修车站；
  - 7月11日，10号线二期工程随《成都市城市轨道交通第三期建设规划（2016～2020年）》获中国国家发改委批复，内容为“10号线二期工程自航空港T2至太平寺站，线路长26.7公里，设站9座，投资131.56亿元，规划建设期为2016～2019年。”
  - 8月1日，10号线一期工程开始铺轨；
  - 9月7日，10号线一期工程全线洞通[9]；
  - 10月13日，成都市规划局官网公布3条轨道交通站位规划调整方案，涉及8号线、9号线、10号线部分站点的调整。其中10号线二期工程在成贵铁路新津站附近增设城铁新津站，为平衡间距，将花源站北移700m至白云大道路口。[10][11]
  - 10月30日，10号线一期工程所有车站主体结构封顶[12]；
  - 12月29日，四川省发改委下达了《关于成都轨道交通10号线二期工程（含聚龙路站）可行性研究报告的批复》，正式批复同意建设成都轨道交通10号线二期工程（含聚龙路站）[13]；
  - 12月31日，10号线二期工程正式启动建设[14][15]。
- 2017年
  - 1月18日，10号线一期工程提前51天实现全线轨通[16]；
  - 3月2日，10号线一期工程全线电通[17]；
  - 3月25日，10号线一期工程完成“热滑”试验[18]；
  - 5月8日，10号线二期工程首台盾构下井作业[19]；
  - 5月9日，10号线一期工程开始空载试运行[20]；
  - 6月30日，10号线一期工程最后一座车站太平园站完成建设单位向运营单位的“三权移交”(即属地管理权、调度指挥权、设备操作权)[21]；
  - 9月6日9:16，地铁10号线一期工程（太平园站-双流机场2航站楼站）开通运营[22]。
- 2018年
  - 9月中旬，10号线二期工程开始铺轨。
  - 10月28日，10号线二期工程下穿双流国际机场段隧道贯通。
  - 11月26日，10号线二期工程高架段实现“桥通”。
- 2019年
  - 1月2日，10号线二期工程地下段实现“洞通”。
  - 1月31日，10号线二期工程首批15列增购车辆抵达成都。
  - 4月27日，10号线二期工程全线“轨通”。
  - 5月28日，10号线二期工程全线高架车站完成金属屋面安装工程。
  - 6月23日，10号线二期工程南段接触网送电成功，标志着10号线二期全线接触网送电。
  - 6月27日，10号线二期工程全线完成“热滑”。
  - 8月20日，10号线二期工程第一批五个车站移交运营。
  - 9月20日，10号线二期工程第二批车站移交运营。
  - 10月10日，花桥站移交运营，标志着10号线二期工程全部车站完成移交。
  - 11月6日，10号线二期工程全线标段通过单位工程实体质量验收。
  - 11月28日，10号线二期工程完成竣工验收。
  - 12月9日，10号线二期工程完成初期运营前安全评估，评估结果为“具备与一期工程贯通初期运营条件”。
  - 12月27日10:00，10号线二期工程开通试运营。
- 2020年
  - 5月11日，成都市民政局公示10号线三期工程车站命名，征求意见。[23]
  - 6月12日，成都市民政局公布10号线三期工程车站标准名称。[24]
- 2024年
  - 10月8日，10号线三期工程太平园站（不含）-武侯祠站区间实现长轨通。[25]
  - 12月25日，10号线四期工程可行性研究及勘察设计总承包招标。[26]

## 车站
成都地铁10号线目前共有22座车站，其中一期设6座车站，二期设10座车站，三期设5座车站，四期已建成1座车站。
| 成都地铁10号线车站列表 |           |           |          |                 |                                               |                         |                 |                 |          |              |                                          |        |
| 工程                   | 运行 交路 | 运行 交路 | 车站编号 | 车站名称        | 英文名称                                      | 开通日期                | 站间距离 （km） | 累计距离 （km） | 车站类型 | 车站类型     | 换乘线路                                 | 所在地 |
| 工程                   | 运行 交路 | 运行 交路 | 车站编号 | 车站名称        | 英文名称                                      | 开通日期                | 站间距离 （km） | 累计距离 （km） | 位置     | 站台         | 换乘线路                                 | 所在地 |
| 四期                   |           |           | 1001     | 骡马市          | Luomashi                                      | 预计2027年 （尚未获批） |                 |                 | 地下     | 侧式站台     | 1号线 0106 4号线 0412 18号线 1802        | 青羊区 |
| 三期                   |           |           | 1002     | 人民公园        | People's Park                                 | 预计2027年              |                 |                 | 地下     | 岛式站台     | 2号线 0219 17号线                        | 青羊区 |
| 三期                   |           |           | 1003     | 文翁石室        |                                               | 预计2027年              |                 |                 | 地下     | 岛式站台     | 13号线                                   | 青羊区 |
| 三期                   |           |           | 1004     | 武侯祠          | Wuhou Shrine                                  | 预计2025年              |                 |                 | 地下     | 岛式站台     |                                          | 武侯区 |
| 三期                   |           |           | 1005     | 高升桥          | Gaoshengqiao                                  | 预计2025年              |                 |                 | 地下     | 岛式站台     | 3号线 0324 5号线 0524                    | 武侯区 |
| 三期                   |           |           | 1006     | 红牌楼          | Hongpailou                                    | 预计2025年              |                 |                 | 地下     | 楔形岛式站台 | 3号线 0325                               | 武侯区 |
| 一期                   | ●         | ●         | 1007     | 太平园          | Taipingyuan                                   | 2017年9月6日            | -               | 0               | 地下     | 侧式站台     | 3号线 0326 7号线 0713                    | 武侯区 |
| 一期                   | ●         | ●         | 1008     | 簇锦            | Cujin                                         | 2017年9月6日            | 1.980           | 1.980           | 地下     | 岛式站台     |                                          | 武侯区 |
| 一期                   | ●         | ●         | 1009     | 华兴            | Huaxing                                       | 2017年9月6日            | 1.584           | 3.564           | 地下     | 岛式站台     | 9号线 0907                               | 武侯区 |
| 一期                   | ●         | ●         | 10       | 金花            | Jinhua                                        | 2017年9月6日            | 3.575           | 7.139           | 地下     | 岛式站台     |                                          | 武侯区 |
| 一期                   | ●         | ●         | 1011     | 双流机场1航站楼 | Terminal 1 of Shuangliu International Airport | 2017年9月6日            | 1.837           | 8.976           | 地下     | 岛式站台     |                                          | 双流区 |
| 一期                   | ●         | ●         | 1012     | 双流机场2航站楼 | Terminal 2 of Shuangliu International Airport | 2017年9月6日            | 1.001           | 9.977           | 地下     | 岛式站台     | 19号线1909（站外换乘） 30号线 双流机场站 | 双流区 |
| 二期                   | ●         | ●         | 1013     | 双流西站        | Shuangliu West Railway Station                | 2019年12月27日          | 5.099           | 15.076          | 地下     | 岛式站台     | 3号线 0337 双流西站                      | 双流区 |
| 二期                   | ●         | ●         | 1014     | 应天寺          | Yingtian Temple                               | 2019年12月27日          | 1.494           | 16.570          | 高架     | 侧式站台     |                                          | 双流区 |
| 二期                   | ●         | ●         | 1015     | 黄水            | Huangshui                                     | 2019年12月27日          | 2.346           | 18.916          | 高架     | 侧式站台     |                                          | 双流区 |
| 二期                   | ●         | ●         | 1016     | 花源            | Huayuan                                       | 2019年12月27日          | 3.671           | 22.587          | 高架     | 侧式站台     |                                          | 新津区 |
| 二期                   | ●         | ●         | 1017     | 新津站          | Xinjin Railway Station                        | 2019年12月27日          | 2.597           | 25.184          | 高架     | 侧式站台     | 新津站                                   | 新津区 |
| 二期                   | ●         | ●         | 1018     | 花桥            | Huaqiao                                       | 2019年12月27日          | 2.824           | 28.008          | 高架     | 岛式站台     |                                          | 新津区 |
| 二期                   | ●         |           | 1019     | 五津            | Wujin                                         | 2019年12月27日          | 5.019           | 33.027          | 地下     | 岛式站台     |                                          | 新津区 |
| 二期                   | ●         |           | 1020     | 儒林路          | Rulin Road                                    | 2019年12月27日          | 1.250           | 34.277          | 地下     | 岛式站台     |                                          | 新津区 |
| 二期                   | ●         |           | 1021     | 刘家碾          | Liujianian                                    | 2019年12月27日          | 1.220           | 35.497          | 地下     | 岛式站台     |                                          | 新津区 |
| 二期                   | ●         |           | 1022     | 新平            | Xinping                                       | 2019年12月27日          | 1.252           | 36.749          | 地下     | 侧式站台     |                                          | 新津区 |

### 内部装修

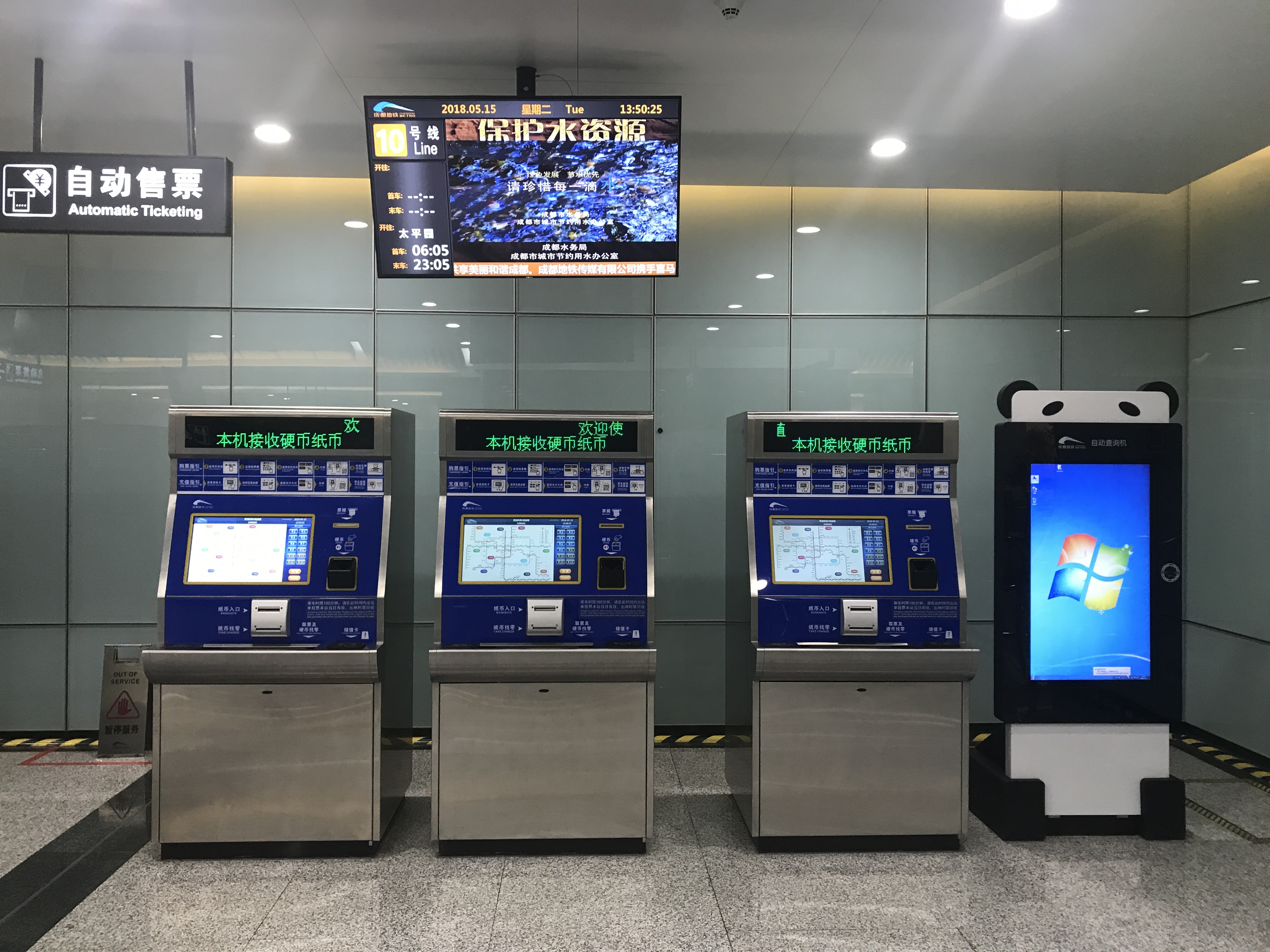
10号线标志色自动售票机(双流机场2航站楼站)

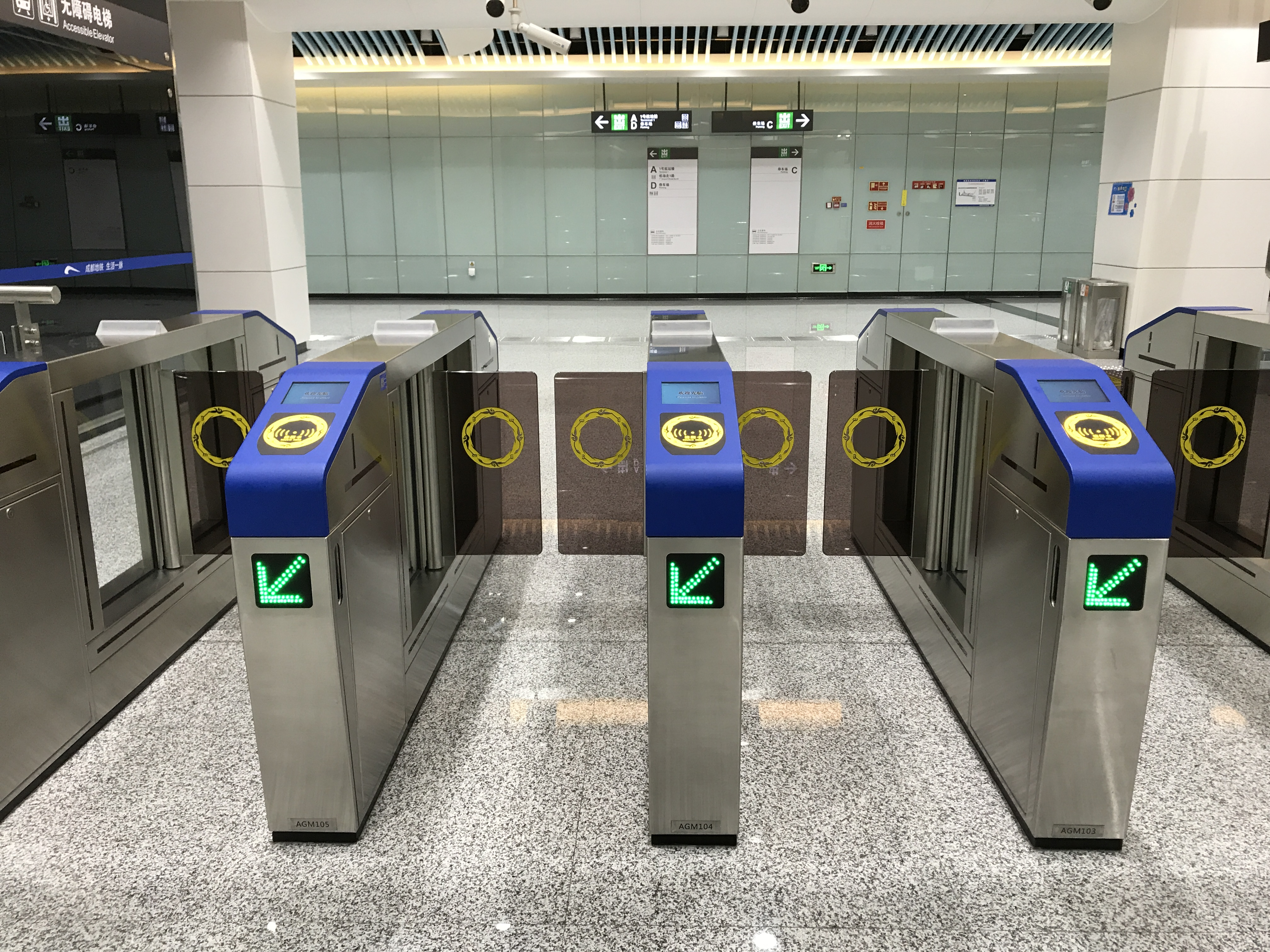
10号线标志色闸机(双流机场1航站楼站)

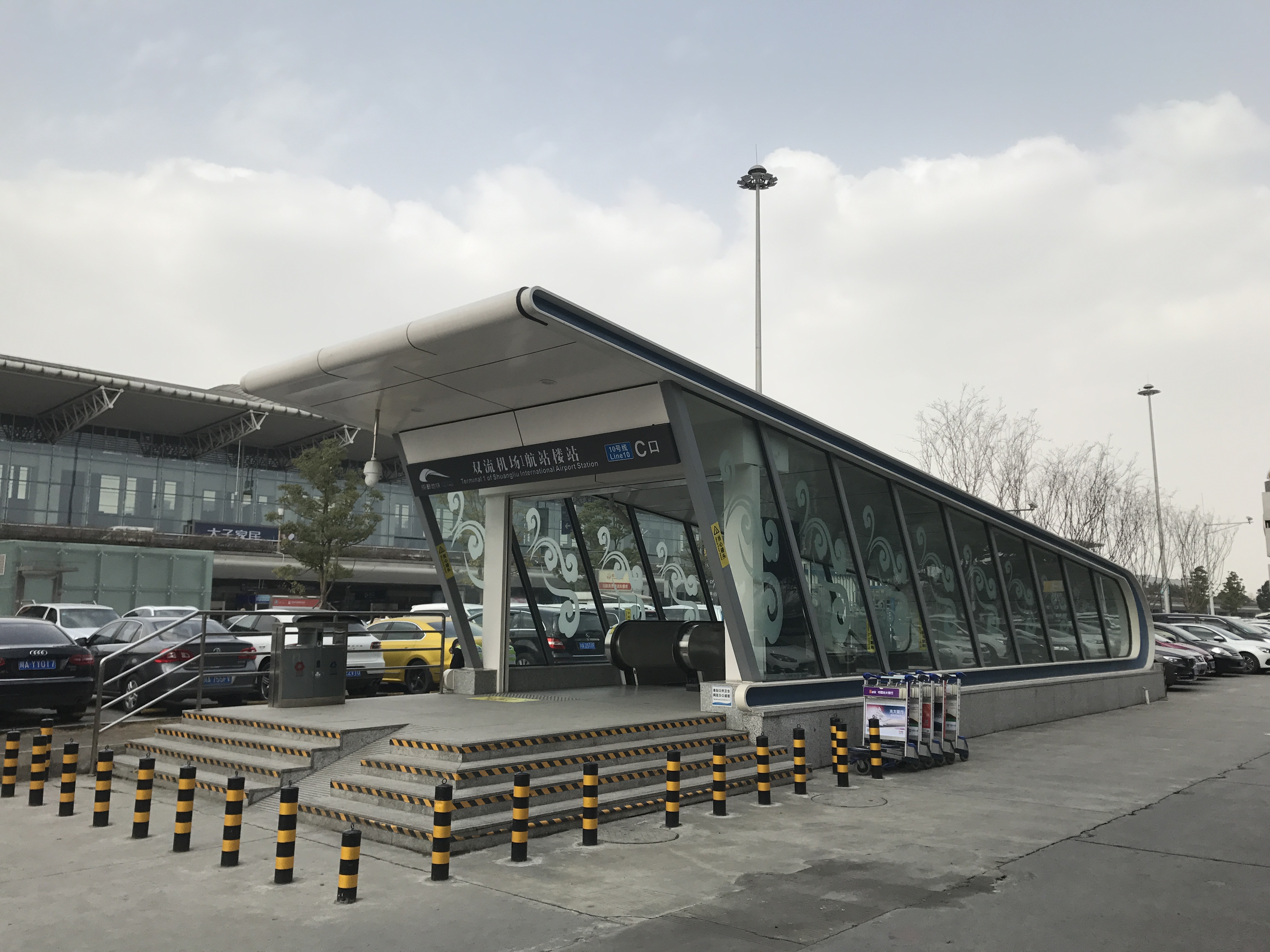
10号线标志色出入口(双流机场1航站楼站)

10号线一期整体用“羽翼展翅飞翔”的主题贯穿整条线路，而二期在一期工程基础上以“锦绣祥云，水韵新津”作为车站内装主题。16座车站在装修层级上分为重点站和标准站两个层级。
一期标准站为：簇锦站、华兴站和金花站。大量使用蓝色和白色，营造出天空的感官，同时羽翼造型随处可见，通过线型的装饰材料展现以“飞翔”为最核心的文化元素。二期标准站为：双流西站、应天寺站、黄水站、花源站、新津站、花桥站、儒林路站和刘家碾站。在延续一期工程蓝白配色为主的基础上，二期标准站通过天花板纹理的变化来营造出水波的韵律感，进而突出“水”的内装主题；5座高架站则通过裸露的金属和混凝土材质突出车站结构美，用减少不必要装饰的办法来提升站内空间感，使车站显得大气简约。
重点站为：太平园站、双流机场1航站楼站、双流机场2航站楼站、五津站和新平站。其中太平园站以成都市市树金色的银杏和祥云为主题；双流机场1航站楼站以“飞翔”主题展示蓝天白云、飘扬气球、放飞纸鸢，寓意“吉祥平安、腾飞顺达”；双流机场2航站楼站有两幅文化艺术墙，第一幅主题为“蜀中仙境”，第二幅主题为“仙乡人居”；五津站以“水韵新津”为文化主题，通过五条蜿蜒河流的天花吊顶来寓意新津五津交汇的地理位置，亦暗合王勃诗句“风烟望五津”，车站壁画则突出了新津悠久历史；新平站通过彩色立柱、飘带等元素搭配出“玉带连珠”的效果，车站亦有绘制了新津十二景的艺术墙，来反映新津自然和谐的生态景象。

## 地铁车辆

成都地铁10号线列车车内

10号线列车采用4动2拖6辆编组A型车，全长140米，宽3米，采用铝合金车体，全车定员1750人，最大载客量可达2488人，最高运行速度100公里每小时，是成都地铁目前最快的地铁列车。
车身外观的涂装采用红色、黄色、灰色组成的三色波浪型飘带，车体侧面有金色的太阳神鸟标志，及金属色的盲窗。
10号线列车还有一大特色便是列车座椅的纵横布置，凸显出了机场专线的独有特色，增加了乘坐的舒适感。列车内座椅图案及色彩的选择在暖色调的基础上做了轻微的色彩变化，座椅图案纹路采用玻璃钢的制作工艺。与此同时，车厢连接处间壁及后端墙面采用暖色调木纹贴膜烘托整车的氛围，木纹的图案及色调与整车座椅、挡风板腰靠相呼应，用洁白明亮的室内光线为乘客创造出舒适的乘车感受。而车厢内拉环与座椅间距也适当增大，方便乘客放置和照看大件行李物品。
此外，10号线列车客室内还配备了变频空调、端部疏散门等，车门上方的动态地图采用37寸智能液晶显示屏，除了更好地播报站点信息，右侧屏幕还能显示图片、视频信息等，可以详细地为乘客提供乘车资讯。

### 主题列车

#### “最成都”号
“最成都”号旅游文化主题列车以“在路上行走，为成都停留”为主题。对“大熊猫与青城山”“盖碗茶与西岭雪山”“火锅与廊桥”“辣妹子与宽窄巷子”等元素进行创新融合，形成四幅风格清新、简洁明快的“最成都”主题图案，贯穿于车体、车门、车厢墙面等处，再配上银杏叶形状拉手、芙蓉花贴、古风画框，由内至外营造出最具成都韵味的主题列车。
除了车身装饰外，“最成都”号六节车厢分别被打造成“遗产观光、文化体验、乡村休闲、时尚购物、美食品鉴、运动康养”六大旅游主题。成都大熊猫繁育研究基地、青城山、都江堰入选“遗产观光之旅”主题车厢；西岭雪山、虹口漂流、天台山的美图入选“运动康养之旅”主题车厢；杜甫草堂、金沙遗址、安顺廊桥、青羊宫、宽窄巷子、锦里、成都国际非物质文化遗产博览园、建川博物馆聚落、四川美术馆、四川省图书馆等入选“文化体验之旅”主题车厢；而五凤溪、黄龙溪、平乐、洛带、安仁、街子、新场等入选“乡村休闲之旅”主题车厢；近年来到成都必逛的春熙路、成都国际金融中心、成都远洋太古里、新世纪环球中心、奥特莱斯等则入选“时尚购物之旅”主题车厢。
2017年12月3日，“最成都”旅游文化主题列车四幅系列主题海报获得了2017年德国红点设计大奖赢家奖，德国红点奖评委会评价：“‘最成都’系列主题海报通过令人过目不忘的视觉画面和高超的表达方式，展示了成都这座东方之城独特的城市韵味。”

#### 新津号
2019年随着10号线二期开通运营，“新津号”主题列车亦上线服务。“新津号”车体通体蓝色，采用类似莫奈印象派油画的处理方法，绘制出流动而多彩的外观。车内则以不同品种的花卉为灵感，在不同车厢进行不同主题的装饰，展现了天府农博园、向日葵花海等景观，从而传递出新津“超级绿叶”、“花漾新津”的城市打造品牌，以及“公园城市”的发展目标。

## 未来发展

### 10号线四期工程
10号线四期工程为三期工程北向延伸段，自在建三期工程人民公园站引出，经青羊区、金牛区、成华区，止于白莲池站，线路全长约10.1千米，设站8座，新建北郊停车场一座，目前处于可行性研究及勘察设计阶段。

### 高大路站
10号线二期终点高大路停车场附近规划有高大路站，是与市域铁路S6线、S7线的换乘站，建设时序不明。

### 未来规划换乘站
- 骡马市：10号线 1号线 4号线 18号线
- 人民公园：10号线 2号线 17号线
- 文翁石室：10号线 13号线
- 高升桥：10号线 3号线 5号线
- 红牌楼：10号线 3号线
- 华兴：10号线 9号线 33号线
- 金花：10号线 15号线
- 双流机场2航站楼：10号线 19号线 30号线
- 双流西站：10号线 3号线 17号线
- 黄水：10号线 21号线
- 新津站：10号线 S8号线
- 儒林路：10号线 S18号线